# Tienkung űrállomás
A Tienkung (kínaiul: 天宫; pinjin: Tiāngōng; magyar fordításban: „Mennyei palota”), vagy hivatalos elnevezése szerint a Tienkung (Tiangong) űrállomás egy hosszú távú űrrepülésre tervezett űreszköz, amelyet a Kínai Népköztársaság kormánya épít. Első modulját 2021. április 29-én bocsátották a világűrbe. Építése folyamatosan zajlik újabb és ujabb modulok felbocsátásával és csatlakoztatásával.
Az űrállomás Kína első ilyen jellegű űreszköze, amellyel saját űrprogramjának „Harmadik fázisát” kívánja megvalósítani. Egy hosszútávú repülésre alkalmas, ember irányította és emberekkel a fedélzetén repülő űreszközt hoznak létre, amely demonstrálja az űrhatalommá előlépett ország képességeit. Ezt eddig csak más nagyhatalmak (USA, egykori Szovjetunió) tudták önerőből felmutatni. Az űrállomás a nemzetközi gyakorlatnak megfelelően modulrendszer-felépítésű – hasonlóan minden korábbi ilyen szerkezethez a szovjet Szaljut–7-től az ISS-ig bezárólag –, amely teljes kiépítésében a tervek szerint három fő modulból áll majd és a tömege 80-100 tonna közötti lehet. Ezzel az ISS tömegének nagyjából az ötödét teszi majd ki a kínai űrállomás tömege, mérete pedig inkább a korábban használt, és már nem létező Mir űrállomáséhoz lehet hasonló.
A nagy méretű, modulrendszerű űrállomás építése Kína korábban a Tienkung (Tiangong)–1 és Tienkung (Tiangong)–2 néven repült, de még nem modulrendszerű, hanem a korai Szaljutokhoz és az amerikai Skylabhez hasonlóan egytestű űrállomásokon szerzett tapasztalatok alapján indul. Az építési szakasz 2021. április 29-én indult a Tienho (Tianhe) („A mennyei harmónia”) központi modul felbocsátásával, amelyet a tervek szerint 2022-ben követ még két további modul, illetve addig is rendszeresen repülnek majd személyzettel utazó, illetve automata űrhajók. Kína tudományos célja, hogy a kutatói olyan űrbeli platformot kapjanak a kísérleteikhez, amelyekkel kiterjeszthetik azt az időtartamot, amelyet eddig el tudtak érni űreszközeikkel és hosszútávú kísérletekkel bővíthetik a csak az űrben beszerezhető tudásanyagukat.

## Története
A kínai űrprogram a koreai háború idejéig eredeztethető és egy folyamatos fejlődési folyamatként írható le, amelynek jelenlegi csúcspontja az USA és a Szovjetunió által az 1970-80-as évekre elért űrállomás építési fázis. Mao Ce-tung (Mao Zedong) első megalapozott politikai félelmei a koreai háború idejéből származnak, amikor az amerikai fél a rakétafegyverekre alapozott (atom)csapásmérő képességre tett szert és nem habozott bevetni azt, miközben Mao pontosan látta országa lemaradását ezen a területen. A politikai félelmek ellensúlyozására azonban csak kicsit később, a Szputnyik–1 1957. október 4-i felbocsátása után került sor. Mao a Kínai Kommunista Párt 1958. május 17-i Népi kongresszusán bejelentette, hogy életre hívja a Projekt 581 néven futó kezdeményezését, amelynek keretében a Kínai kommunista állam megalapításának 10. évfordulója előtt tisztelegve, 1959-ben egy műholdat állítanak Föld körüli pályára.
Ezt a célt egy – később sztenderddé vált formában – három lépcsős fejlesztési folyamattal kívánták elérni: kis ballisztikus rakéták fejlesztésével, majd apróbb műholdak fellövésével és végül egy igazi, nagyobb tömegű egység felbocsátásával. A folyamat azonban csak lassan haladt. A T-7A(S1) jelű első tesztrakéta sikeres felbocsátására és a visszahulló szerkezet elkapására csak 1964. július 19-én tudott sor kerülni (a rakéta tetején fehér egerek utaztak, biológiai kísérletként és túlélték). Eddigre azonban javában folyt az Egyesült Államok és Szovjetunió között az űrverseny, azon belül is a Hold meghódításáért folytatott versenyfutás, amelynek hatására 1967. július 14-én Mao és Csou En-laj (Zhou En-lai) úgy döntött, hogy kibővítik a műhold felbocsátásáról szóló terveket és Kína is űrprogramba kezd, amelynek végcélja egy kínai űrhajós világűrbe juttatása lesz.
Kína végül az eredeti célt csak 1970. április 24-én érte el, amikor felbocsátotta a Kína–1 (Tungfanghung (Dongfanghong), vagy Mao–1, 东方红一号) nevű műholdat CZ–1 jelű hordozórakétájával. Megtörténtek az első lépések is az emberekkel végrehajtandó űrprogramot illetően (például legénységválogatás), ám politikai fordulatok révén előbb késleltették, majd Mao Ce-Tung 1976-os halála miatt az őt követő Teng Hsziao-ping (Deng Xiao-ping) tovább halogatta, sőt egyes részeit le is állíttatta a folyó űrprogramnak. Ezen időszak annak kedvezett, hogy a ballisztikus rakéta fejlesztési programok utolérjék a kitűzött politikai célokat és Kína végre hordozóeszköz potenciállal is rendelkezzen, ne csak a világűr elérését célzó – politikai indíttatású – célokkal.
1986 márciusában Kína előállt az űrprogramjára vonatkozó újragondolt tervvel a 863-2 jelű űrhajózási tervezettel, amelyben még ambiciózusabb elképzelések láttak napvilágot. A 863-204 sz. projekt tűzte maga elé az embert szállító űrhajó tervezését, megvalósítását és repülését, míg a 863-205 egy vadonatúj célt fogalmazott meg, a kínai űrcélok között elsőként: egy űrállomás létrehozását. Bár a célok nem valósultak meg, 1992-ben a tervek újrapozicionálása során ez utóbbi projekt beolvadt a 921-es számú projektbe, amely lényegében Kína ma is érvényes űrprogramjának fő alapvetéseit hordozta.

### Emberekkel végzett űrrepülési program
1993. január 1-jén indult el hivatalosan az előző év szeptemberében a Kínai Kommunista Párt által jóváhagyott 921-es program, amelyben minden más űrtevékenységtől elválasztottan az ország emberekkel végrehajtott űrrepüléseinek tervét kivitelezték, illetve kivitelezik a mai napig. A programban három, részben egymásra épülő lépésre osztották az előrehaladást: előbb egy űrhajó indításával lefektetni az alapokat, majd egy tudományos labor felbocsátásával tovább alapozni a világűrben végzett munkát, majd egy hosszú távú repülésekre alkalmas űrállomással Föld körüli pályán létrehozni egy állandó világűrbeli munkahelyet.

#### Első fázis
Az első kínai űrhajós(oka)t szállító űrhajó felbocsátásának, mint az űrrepülések történetében már megszokott, nem az űrhajó kifejlesztése volt az alapja, hanem egy a Föld körüli pályára állítást megoldani képes rakéta fejlesztése. Kínában ezt a szerepet a Hosszú Menetelés 2F rakétának szánták. Ennek tervezése 1992 szeptemberében, az űrprogram meghirdetésével együtt kezdődött, az alapot pedig a már létező Hosszú Menetelés rakétacsalád adta, ezen belül is a Hosszú Menetelés 2E, amelyet sikerrel használtak műholdak pályára állítására. A „teher” rakéta az ember szállítására alkalmas berendezéseket és fejlesztéseket kapott (mint pl. a mentőrakéta) és az első tesztjére 1994 decemberében került sor, sikerrel.
1996-ban két katonai pilótát, Vu Csie (Wu Jie)t és Li Csing-lung (Li Qing-long)ot kiválasztották űrhajósjelöltnek, majd Oroszországba küldték Csillagvárosba a Jurij Gagarin Űrhajóskiképző Központba. 1998-ban további 14 jelöltet választottak ki, hogy megkezdődjön az űrhajóskiképzésük.
1999 novemberére a szovjet/orosz Szojuz űrhajón alapuló Shenzhou (Sencsou) űrhajó fejlesztése is révbe ért, a Sencsou (Shenzhou)–1 űrhajó (egyelőre még emberek nélkül, automata üzemmódban) végzett első tesztfelszállására került sor 1999. november 20-án a Csiucsüan (Jiuquan) Űrközpontból, hogy másnap sikeresen szálljon le az űrhajó Belső-Mongóliában és igazolják mind a Sencsou (Shenzhou), mind a Hosszú Menetelés 2F képességeit. Ezt követték később a Sencsou (Shenzhou)–2, –3 és –4 sikeres tesztrepülései. 2003. október 15-én pedig Kína is feliratkozott azon országok sorába, amely önállóan és önerőből volt képes embert juttatni a világűrbe, amikor a Sencsou (Shenzhou)–5 sikeres űrrepülést mutatott be Jang Li-vej (Yang Liwei)jel a fedélzetén.

#### Második fázis
Az első kínai űrhajós világűrbe juttatása után Kína is a két másik űrnagyhatalom útját vette alapul a további terveiben. Ennek keretében technikai oldalon megcélozta az űrséta végrehajtását, űreszközök találkozását és összekapcsolását, míg tudományos oldalon űrlaboratórium(ok) felbocsátását tűztek ki elérendő célul. Egyben a két irány, külön fázisokként jelent meg a tervben, első fázisként a technikai, második fázisként a tudományos célokat teljesítve.
Az első cél érdekében Kína többszemélyes repülésekre tért át, illetve az összekapcsolódásokhoz külön űreszközöket bocsátottak fel, amelyek egyúttal alkalmasnak látszottak a második számú cél teljesítésére. Így előbb a Sencsou (Shenzhou)–6-tal kétszemélyes legénység (Fej Csün-lung (Fèi Jùnlóng) és Nie Haj-seng (Niè Hǎishèng)) teljesített egy 4 napos expedíciót 2005. október 12-17. között, majd a Sencsou (Shenzhou)–7-tel Csaj Cse-kang (Zhai Zhigang), Liu Po-ming (Liu Boming) és Csing Haj-peng (Jing Haipeng) indult az űrbe, hogy előbbi két űrhajós 2008. szeptember 25-én bemutathassa hazája első űrsétáját (amelyhez egyikük a saját fejlesztésű Fejtien (Feitian) űrruhát, míg társa az annak alapjául szolgáló orosz Orlan–M űrruhát viselte).
Az egyetlen űrhajót igénylő űrteljesítmények sikerei után a Hosszú Menetelés 2F rakéta teljesítményének teljes kihasználásával Kína egy egyszerű űrállomás felbocsátását határozta el. A Tienkung (Tiangong)–1 a korai szovjet Szaljut űrállomásokhoz hasonlóan egy nagyobb méretű űrhajó volt, amely egyszerre szolgált az űrrandevúhoz céltárgyként, a dokkoláshoz passzív eszközként, majd az űrhajósok átszállását követően munkaplatformként a tudományos munkához. A Tienkung (Tiangong)–1-et 2011. szeptember 29-én bocsátották fel, majd az űreszközt sorban látogatta meg a Sencsou (Shenzhou)–8 automata űrhajó, hogy a két űreszköz végrehajtsa Kína első automata űrhajó összekapcsolódását, a Sencsou (Shenzhou)–9 (fedélzetén Liu Jang (Liu Yang)gal, Kína első női űrhajósával), az első manuális űrdokkolás végrehajtására, végül a Sencsou (Shenzhou)–10, hogy három űrhajósa átszálljon a fenn keringő űrhajóba és egy 12 napos tudományos program során kísérleteket hajtson végre.
Újabb szintet jelentett, amikor 2016 júniusában sikerrel bocsátották fel a vadonatúj Hosszú Menetelés 7 rakétát a szintén vadonatúj Vencsang (Wenchang) indítóhelyről, amellyel Kína egy még nagyobb kapacitású, közepes űrhordozóeszközhöz jutott és immár nagyobb eszközök indításán is gondolkodhatott. A sikeres rakétatesztet 2016 szeptemberében követte egy új, nagy méretű űreszköz, a Tienkung (Tiangong)–2 felbocsátása az új rakétával. Az űreszköz egy űrlaboratórium szerepét töltötte be, sokkal fejlettebb felszereléssel, mint a Tienkung (Tiangong)–1 és azzal a nem titkolt céllal, hogy általa készítik elő a későbbi teljes kiépítésű, nagy űrállomásukat a kínaiak. A Tienkung (Tiangong)–2-t meglátogatta a Sencsou (Shenzhou)–11 űrhajó kéttagú legénysége, akik aztán kínai rekordot döntöttek 30 napos űrbeli tartózkodásukkal 2016. októberében. Később egy szintén új konstrukciót próbáltak ki a Tiencsou (Tianzhou)–1 teherűrhajó dokkolásával és üzemanyagtöltési tesztjeivel.
A fenti kísérletek sikeres végrehajtásával megnyílt az út a harmadik fázis, egy nagy, bonyolult űrállomás megvalósítása előtt.

#### Harmadik fázis
Az űrrepülések harmadik fázisa pedig nem más, mint a tovább-, illetve újonnan fejlesztett eszközök (hordozórakéták, indítóhely, űrállomás modulok) segítségével Kína létrehozza saját modulrendszerű űrállomását, majd tudományos kísérletekre használja azt a mostani tervek szerint egy tízéves időintervallumon belül.

## Célja
A Kínai Emberes Űrügynökség (中国载人航天工程办公室) a következő pontokban foglalta össze a a harmadik fázisban végrehajtott űrállomásprogram céljait: 
1. az űrhajóval végrehajtott randevú technológia további fejlesztése
2. áttörés elérése az olyan kulcs technológiákban, mint a folyamatos emberi tevékenység a Föld körüli pályán, vagy a hosszútávú önálló űrrepülések egy űrállomáson, regeneratív életfenntartó technológiák, és önálló teher és tüzelőanyag utánpótlási technológiák
3. új generációs űrjárművek tesztjei
4. tudományos gyakorlati alkalmazások szélesebb kipróbálása az űrben
5. olyan technológiák kipróbálása, amelyek a távolabbi világűr felfedezésében lehetnek segítségükre[20]

## Rakétafejlesztések
Kína a hordozóeszközei terén is versenyképes kívánt lenni az űrhatalmakkal és a Hosszú Menetelés rakétacsaládon belül különböző kapacitású hordozórakétákat fejleszt. A Hosszú Menetelés 1, 2, 3, 4 rakéták mind a kisebb tömeget Föld körüli pályára állítani képes rakétái voltak a kínai űrprogramnak, ám a tervbe vett 20 tonna körüli tömegű leendő űrállomás modulok Föld körüli pályára állítandó tömeggel kapcsolatos kapacitásigénye (vagy említhetnénk a Csang-o (Chang'e)–5 holdi kőzetminta gyűjtő expedíció, vagy a Tienven (Tianwen) marsszonda holdi, vagy marsi pályájához szükséges kapacitásigényt) ezeknél nagyobb teljesítményű eszközök iránt támasztott igényt. Kína erre a célra is előirányozta több típus fejlesztését: a Hosszú Menetelés 7 lett a közepes rakéták közül a kisebb , a Hosszú Menetelés 5 (két, nagyjából egyforma teljesítményű változata) a nagyobb teljesítményű, míg a Hosszú Menetelés 9 az egykori Saturn V-tel, vagy a jelenkor SLS, vagy Starship rakétájával egyenértékű.
A leendő űrállomás modulok feljuttatásához a kínai űrügynökség a Hosszú Menetelés 5-öt (长征五号) választotta, amely elvileg 25 000 kg tömegű tárgy Föld körüli pályára állítására alkalmas. Ennek a fejlesztési programját 2007-ben írták ki, évtizedes megvalósíthatósági vizsgálatokat követően.
A rakéta alapját a már az ezredforduló óta fejlesztett YF–100 és YF–77 adták, amelyek modulrendszerű variálásával különböző variánsok állíthatók elő a rakétából. Az YF–100 fejlesztése 2000-ben indult és 2007-ben ért el arra a szintre, hogy sikerrel végeztek el egy 300 másodperces gyújtási tesztet. A tesztek során a kerozint és cseppfolyós oxigént égető hajtómű 1200 kN tolóerőt teljesített. A rakétában alkalmazott másik hajtómű, az YF-77 hidrogén-oxigén meghajtású eszköz fejlesztése szintén 2000 környékén kezdődött, a tervei 2002-re készültek el, majd 2003-ban belekezdtek a gyártásába. 2004-ben elkezdték a gyújtási teszteket, amelyek egészen 2013-ig tartottak, amikor is elfogadták, mint megbízható, megfelelő teljesítményt nyújtó hajtóművet a Hosszú Menetelés 5 rakéta számára.
Eredetileg összesen hat variánst terveztek a rakétából, ám később csak kettő valósult meg (az egyik a geostacionárius pályára, a másik az alacsony Föld körüli pályára optimalizálva).
| Verzió                                                    | CZ-5                     | CZ-5B                    |
| --------------------------------------------------------- | ------------------------ | ------------------------ |
| Hajtóművek                                                | 4 × CZ-5-300, 2 × YF-100 | 4 × CZ-5-300, 2 × YF-100 |
| Első fokozat                                              | CZ-5-500, 2 × YF-77      | CZ-5-500, 2 × YF-77      |
| Második fokozat                                           | CZ-5-HO, 2 × YF-75D      | –                        |
| Harmadik fokozat (opcionális)                             | Jüancseng ( Yuanzheng)-2 | –                        |
| Tolóerő (tengerszinten)                                   | 10 620 kN                | 10 620 kN                |
| Starttömeg                                                | 854 500 kg               | 837 500 kg               |
| Magasság                                                  | 56,97 m                  | 53,66 m                  |
| Hasznos tömeg (Alacsony Föld körüli pályára (LEO) 200 km) | –                        | ~25 000 kg               |
| Hasznos tömeg (Geostacionárius pályára (GTO))             | 14 000 kg                | –                        |

## Infrastruktúra-fejlesztések
Az űrállomás felbocsátáshoz szükséges hordozórakéta paraméterei kirajzolták, hogy az addigi start infrastruktúra elégtelen, új indítóállásra lesz szükség a Hosszú Menetelés 5 és 7 rakéták felbocsátásához. Egy másik alapvetés, hogy minél közelebb van az egyenlítőhöz egy indítóhely, annál kisebb energiabefektetéssel (értsd: annál kevesebb üzemanyag felhasználásával) állítható Föld körüli pályára (vagy küldhető szökési pályára) egy űrhajó. Kína legdélebbi pontja Hajnan (Hainan)-szigetén található, azaz ha az ország a saját területén kíván optimális feltételeket teremteni az űrindításokhoz, ez a sziget az ideális hely hozzá. Mégis 2007. szeptember 22-ig kellett várni, amíg a népi Kína államtanácsa és központi katonai tanácsa határozatot hozzon a területen űr indítóhely létesítéséről. A korábbi ilyen létesítmények mind a kontinentális Kína területén, északabbra feküdtek, tekintettel arra, hogy katonailag sebezhetőnek gondolta a kínai állam a szigetet, kockázatosnak ítélve meg egy ilyen stratégiai létesítmény telepítését. A kínai állami televízió (CCTV) közleménye szerint ezen a napon határozták el a Vencsang (Wenchang) (kínaiul: 文昌航天发射场) létesítését, amelyről a nagyteljesítményű hordozórakéták startolhattak a jövőben.
A létesítmény építése egy hosszadalmas tervezési fázist követően 2009. szeptember 14-én vette kezdetét, mint a 078. sz. projekt. Az űrkikötőben két indítóállás, egy összeszerelő üzem és a kapcsolódó infrastruktúra épült meg, hasonlóan Cape Canaveralhez, a tengerparton. A két indítóállás a nagyteljesítményű rakéták indítására készült, az LC–1 (1-es számú indítóállás) a Hosszú Menetelés 5, az LC–2 pedig a Hosszú Menetelés 7 rakéták indítására készült. A Hosszú Menetelés 5 indítótornya egy 91,7 méter magas létesítmény, amelyet 4 db 120 méter magas villámhárító torony vesz körbe, míg a másik indítóállás hasonló kialakítású, csak a magassága 85,8 méter. A két torony közötti távolság 630 méter. A rakéták összeszerelése egy két egymástól független toronyból (csarnokból) álló, tornyonként 99,4 méter magas épületegyüttesben történik, amelyet egy alacsonyabb, a tengeren még vízszintes helyzetben érkező rakéták fogadására kialakított épület köt össze. Az összeszerelő csarnokot az LC–1 indítóállástól kb. 2800 méter választja el, amelyet egy nyílegyenes út hidal át.
A 2009. szeptemberi kezdést követően öt évig tartó építkezés végén a kínai Kínai Emberes Űrügynökség (中國載人航天工程辦公室) helyettes vezetője 2014. szeptember 10-én nyilatkozta azt a sajtónak, hogy az űrkikötő lényegében elkészült és az űrhajók indításának feltételeivel rendelkeznek. Az űrközpont elkészültének hivatalos bejelentésére 2014. október közepén került sor.
2016 márciusában az űrkikötőt látogathatóvá tették a nyilvánosság számára, majd 2016. június 25-én megtörtént az első felbocsátás is, amikor a Hosszú Menetelés 7 rakéta első startjára került sor a 2-es számú indítóállásból a Tienjüan (Tianyuan)–1 műholddal. Nem sokkal később az űrállomás építésben főszereppel felruházott Hosszú Menetelés 5 rakéta indítására is sor került, amikor 2016. november 3-án egy tesztműholdat vitt geostacionárius pályára. A felbocsátással egyidőben kapta az indítóhely hivatalosan is a Kínai Vencsang (Wenchang) Űrkikötő nevet.

## Felépítése
A kínai tömegtájékoztatás szerint a Tienkung űrállomás harmadik generációs űrállomás lesz. Eszerint a besorolás szerint a korai Szaljutok, az Almaz és a Skylab űrállomás számított első generációsnak, amelyek egytestű űreszközök voltak és nem tervezték újratölteni az ellátmányukat az indításkori készletekhez képest. Később a Szaljut–6, Szaljut–7 és a Tienkung–1, illetve –2 voltak a második generációsak, amelyek ellátmányát már teherűrhajókkal újratölthetőnek terveztek, ezzel hosszabb élettartamot biztosítva nekik. Végül a Mir és a Nemzetközi Űrállomás számít harmadik generációsnak, amelyek modulrendszerű felépítést kaptak, a 
világűrben szerelik össze őket különálló darabokból és amelyek megbízhatóság, építési költség, lerövidült fejlesztési idő és a vele szemben támasztott operatív elvárások tekintetében jelentős előrelépésnek számítanak. Ebbe a sorba illeszkedik a kínai logika szerint a Tienkung (Tiangong) is.

### Modulok
A kezdeti – és érvényben lévő – célok 2022 végéig három főmodulból álló űrszerkezet építését célozzák meg, amelyet később igény esetén hat modulosra lehet bővíteni.
Az építés első építőköve a Tienho (Tianhe) központi kabin modul, amely nevéből eredeztethetően is a háromfős legénység számára biztosítja az életfeltételeket. Emellett innen irányítható, navigálható és kormányozható a szerkezet az űrben. Természetesen a modul működéséhez szükséges áramellátás, üzemanyag és irányító fúvókák és az életfenntartó rendszer, az ahhoz szükséges készletekkel is itt kapott helyet. A modul három szekcióval rendelkezik: lakókörlet, a munkaterület és a dokkolószerkezet. A lakókörletben konyhát és vécét találunk, illetve felszerelték a működéshez és irányításhoz szükséges műszerekkel, belélegezhető légkört megteremtő berendezésekkel, számítógépekkel, tűzoltó rendszerrel és kommunikációs berendezésekkel is. A modul külsején elhelyeztek  az ISS Canadarm2 robotkarjához hasonló manipulátorkart, összehajtogatva a modul munka szekciója külső fala mentén (a tervek szerint a Wentian modul magával visz majd egy második robotkart is). 2018-ban a központi modul életnagyságú makettját kiállították Zsuhajban megrendezett Kínai Nemzetközi Légi és Űrkiállításon.
A központi modult követi két tudományos laboratórium modul, a Ventien (Wentian) és a Mengtien (Mengtian). Ezek további irányítási, kormányzási és meghajtási funkciókat hordoznak, részben a központi modul kapacitásának biztonsági duplikálásaként, részben a megnövekedett tömeg miatti kiegészítő kapacitásként. Mindkét modul további körletet biztosít a megfelelő életfeltételekkel az űrhajósok munkájához, kísérletekhez. A fő cél a mikrogravitáció körülményeinek hasznosítása a modulokon belül, illetve űrséták végrehajtásával a modulokon kívül is.
A Mir űrállomással és az ISS orosz moduljaival megegyező módon a Tienkung (Tiangong) moduljai kész egységként repülnek a világűrbe és a dokkolással az összeszerelési folyamat is végbe megy (míg például sz ISS amerikai moduljainál számos kábel, csővezeték és egyéb kapcsolat csatlakoztatása külön űrsétá(ka)t igényelt. A tervek szerint a két laboratórium modul a központi modul hossztengelyében elhelyezett dokkoló portokhoz kapcsolódik (lényegében csőszerű kialakítást kölcsönözve az állomásnak), míg a látogató Sencsou (Shenzhou) űrhajók, valamint a központi modulra csatlakoztatott manipulátor kar a hossztengelyre merőleges dokkoló portokhoz kapcsolódnak.
| Modul                                  | Startdátum COSPAR ID | Hordozórakéta                        | Dokkolás dátuma és pozíciója                                                                                          | Hossz  | Átmérő | Tömeg      | Kép |
| -------------------------------------- | --- | ------------------------------------ | --- | ------ | ------ | ---------- | --- |
| Tienho (Tianhe) központi modul         | 2021. április 29. 03:23:15 UTC 2021-035A | Hosszú Menetelés 5B (Y2)             | (Központi modul) | 16,6 m | 4,2 m} | 22 600 kg  |     |
| Tienho (Tianhe) központi modul         | A Tienho (Tianhe) központi modul három szekcióból épül fel: a lakható életteret biztosító részből, a nem lakható műszaki szekcióból és a dokkoló egységből |                                      | |        |        |            |     |
| Ventien (Wentian) laboratórium modul   | 2022 május-június (tervezett) | Hosszú Menetelés 5B (Y3) (tervezett) | 2022 május-június (tervezett) A Tienho (Tianhe) központi modul elülső → bal oldali dokkoló portján (tervezet)         | 18 m   | 4,2 m  | ~20 000 kg |     |
| Ventien (Wentian) laboratórium modul   | Az első laboratórium modul, amely azonban rendelkezik a központi egység számos funkciójával is (tartalék céllal), például az űrállomás irányító funkcióival. Saját légzsilippel rendelkezik, amely az űrséták fő kijárata az űr felé és egy második manipulátor karral is bír. |                                      | |        |        |            |     |
| Mengtien (Mengtian) laboratórium modul | 2022 augusztus–szeptember (tervezet) | Hosszú Menetelés 5B (Y4) (tervezett) | 2022 augusztus–szeptember (tervezet) A Tienho (Tianhe) központi modul elülső → jobb oldali dokkoló portján (tervezet) | 18 m   | 4,2 m  | ~20 000 kg |     |
| Mengtien (Mengtian) laboratórium modul | A második labormodul. Saját légzsilipje van az utánpótlás eszközök és készletek átrakásához. |                                      | |        |        |            |     |

### Az űrállomás rendszerei

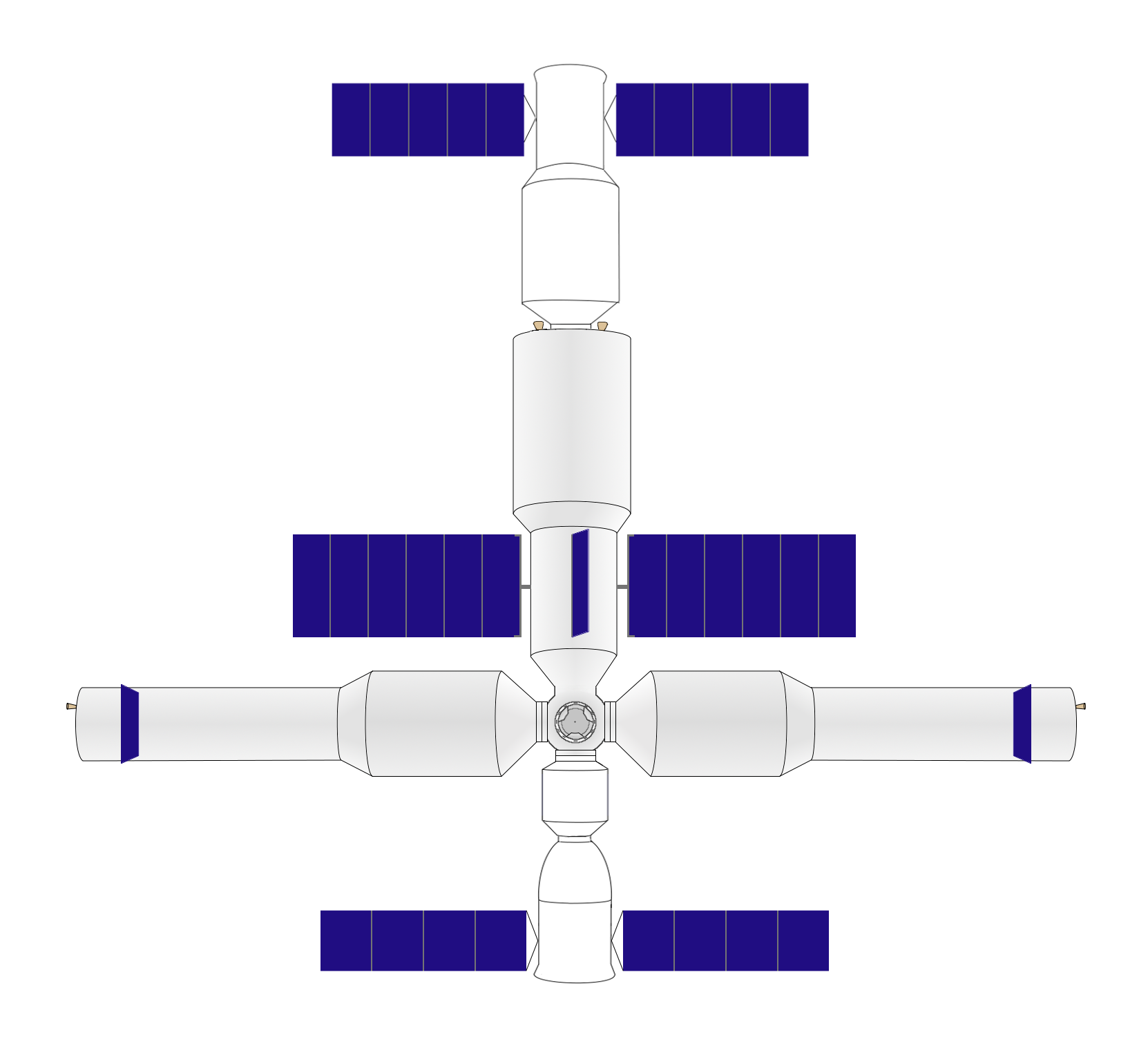
Az űrállomás összeállításának egyik lehetséges konfigurációja

#### Elektromos áramellátás
A működéshez szükséges elektromos áram ellátását két állítható napelemtábla segítségével oldják meg. A gallium arzenid fényelektromos cellák a legtöbb korábbi űrállomáshoz (pl Szaljut, Skylab, Mir, ISS) hasonlóan napfényből állítanak elő elektromosságot a keringés azon fázisában, amikor a napsütötte félteke felett repül az űreszköz. Az így előállított elektromos energiát aztán akkumulátorokban tárolják a megvilágítatlan félteke feletti repülés idejére. Érdekesség, hogy a vitorlaként működő hatalmas napelemszárnyak jelentik az egyik legnagyobb tényezőt az űreszköz fékeződésében és pályájának süllyedésében, így az ellátó teherűrhajók által feljuttatandó legnagyobb készletféleség, a hajtóanyag utántöltésének legfőbb felelőse az áramigényt kiszolgáló napelemtábla rendszer.

#### Dokkolás
A kínai űrállomáson a más űreszközökkel való összekapcsolódáshoz saját fejlesztésű dokkoló mechanizmust alkalmaznak, amely azonban az orosz APASZ (Андроги́нно-перифери́йный агрега́т стыко́вки (АПАС) – Androgün periféria kapcsolódási rendszer) rendszeren alapul. A kínai űrügynökség ezt alkalmazza a Sencsou (Shenzhou) űrhajóin is, valamint ez szolgált a korábbi Tienkung előd űrállomásokon is. A NASA a kínai rendszert egyszerűen az orosz APASZ másolatának tekinti, ennek ellenére kétségek merültek fel azzal kapcsolatban, hogy az ISS-en alkalmazott és szintén az APASZ-on alapuló dokkolószerkezettel vajon kompatibilis lehet-e a kínai megoldás. Az űrállomáson alkalmazott dokkolórendszer az átszálláshoz egy 800 milliméter átmérőjű, kör keresztmetszetű átjáróval rendelkezik és a rendszer androgün tagjának 310 kg, míg a non-androgün tagjának 200 kg a tömege.
A dokkolószerkezet egyébként egy kipróbált berendezés, elsőként a Sencsou (Shenzhou)–8 és a Tienkung (Tiangong)–1 összekapcsolódásakor alkalmazták és a későbbiekben az űrállomást érintő minden műveletben (Sencsou (Shenzhou) látogató űrhajók, utánpótlást szállító űrhajók) ezt kívánják alkalmazni.

#### Meghajtás
Az űrállomás térbeli helyzetének megváltoztatására, illetve pályájának időnként szükséges emeléséhez vegyes meghajtást alkalmaztak a tervezők. A Tienkung fel van szerelve a hagyományos, kémiai alapú rakétafúvókákkal, de kapott négy Hall-hatást alkalmazó ionhajtóművet is. Ez utóbbiak az első ilyen jellegű hajtóművek, amelyet ember irányította űrhajón használnak. A Hall-hatást hasznosító hajtóművek ionáramot hoznak létre, amely csekély, de állandó tolóerőt generál. Az ionáram elektromos hatásra jön létre és a tervezők legfontosabb feladata, hogy az ionáram ne okozzon komolyabb eróziós hatást az űrhajóban. Ezt mágneses mező és egy speciális kerámiapajzs segítségével oldották meg az érzékeny felületek közelében. A fejlesztést felügyelő Kínai Tudományos Akadémia illetékesei szerint a beszerelést megelőzően összesen 8240 óra folyamatos üzemelést jegyeztek fel a hajtóműnél, mindezt bármiféle felmerülő hiba nélkül, amely intervallum egyébként illeszkedik az egész űrállomás 15 évre tervezett élettartamához.

### Az űrállomáson végzett kísérletek
A kínai űrügynökség több mint 1000 kísérletet hagyott jóvá, amelyet elvégezhetnek az idők során az űrállomáson. Ezeket egyelőre a három modulos kialakításra optimalizálták, a kibővített konfigurációval ezek köre még bővülhet. Az űreszközben a 13 témakörben azonosított kísérletekhez 20 különálló tartót rendszeresítettek, amelyek önállóak és a nyomás alatti térben helyezkednek el. A kísérletek köre a következő:
- Élettani és biotechnológiai kísérletek
  - Ökológiai tudományok kísérleti tartály
  - Biotechnológiai kísérleti tartály
  - Kesztyűs kamra és fagyasztó tartály
- Mikrogravitációs folyadékdinamikai és égési kísérletek
  - Folyadékdinamikai kísérleti tartály
  - Kétfázisú rendszer kísérleti tartály
  - Égéstani kísérleti tartály
- Űrbeli anyagtudományi kísérletek
  - Anyagtudományi kemence kísérleti tartály
  - Tartóedény nélküli anyagok kísérleti tartálya
- Alapkutatások fizikai és mikrogravitációs témakörben
  - Hideg atom kísérleti tartály
  - Nagy pontosságú időfrekvenciás tartály
- Többcélú kísérletek
  - Magas mikrogravitációs szintű tartály
  - Változó gravitációjú kísérleti tartály
  - Modulrendszerű kísérleti tartály

### Kibővített konfiguráció
A jelenleg érvényes tervek egy egyszerűbb kialakítást céloznak három modullal és egy lineáris, az űreszközök hossztengelye mentén összedokkolt megjelenéssel. Azonban a hosszabb távú elképzelések az állomás bővítését is előre vetítik. Eszerint újabb egységek csatlakozhatnának az űrállomáshoz, amely egyrészt T alakú képet ölthetnek (esetleg dupla T alakot két szárral), amely nagyban növelné az űrállomás belső hasznos terét, valamint a dokkolható végpontok számát is. 
Ilyen bővítő modulok lehetnek:
1. Kibővített, vagy második központi modul, amelyben további három űrhajós elhelyezésére nyílik lehetőség
2. Kibővített kísérleti kabin (a tervezett Wentian nagyobb, több funkcióval rendelkező változata)
3. Kibővített kísérleti kabin II (a tervezett Mentian nagyobb, több funkcióval rendelkező változata)
4. Külső szerkezet, az ISS integrált rácsszerkezetéhez hasonló tartószerkezet, amely átveszi a moduloktól a funkciót és a napelemeknek, hűtőbordáknak, robotkaroknak és más mobil részeknek ad platformot

Az így kialakuló szerkezet több űrhajót is képes lenne fogadni, akár egyszerre látogató Sencsou űrhajót, vagy külföldi (pl. Szojuz) űrhajót, teherűrhajót, illetve akár tartalék, vészhelyzetben használható űrhajó tartós állomásoztatására is lehetőség nyílik.

### További kiegészítő űreszközök
| Űreszköz                  | Indítás ideje & NSSDC ID | Hordozó eszköz                 | Működés ideje   | Az űrállomáshoz való viszonya | Hossza | Átmérője | Tömege   | Kép |
| ------------------------- | --- | ------------------------------ | --------------- | --- | ------ | -------- | -------- | --- |
| Szuntian Űrállomás Távcső | 2024 (tervezet) | Hosszú menetelés 5B (tervezet) | 2024 (tervezet) | Egy nagy űrtávcső, amely a űrállomáséval azonos pályán kering és vagy összekapcsolódik vele, vagy az űrhajósok meglátogathatják az űrállomásról indulva, esetleges szerviz expedíciók alkalmával. | 14 m   | ~4.2 m   | 15500 kg |     |
| Szuntian Űrállomás Távcső | Tervezett kínai űrtávcső, amely pillanatnyilag fejlesztés alatt áll. A tervek szerint egy kb. 2 méter átmérőjű főtükörrel rendelkezik majd és elvileg a Hubble űrtávcsőhöz képest 300-szor nagyobb látómezővel bír majd. Ezzel elméletileg az ég 40%-át lehet feltérképezni egy 2,5 gigapixeles kamerával, 10 éves időintervallumon belül. A tervek szerint az űrállomás közelében, azzal azonos pályán kering, amely lehetővé teszi az időnkénti dokkolást a két űreszköz között. |                                |                 | |        |          |          |     |

## Űrállomás építés

### Tervezés
Az űrállomást érintő tervek 2011-re álltak össze, amelyek szerint a megvalósítási szakasz, amelyben a felbocsátott modulokat összeállították, 2020-2022-re ment volna végbe. 2013-ra némileg optimistább terv változatok álltak elő, amelyben a központi modul felbocsátását 2018-ra hozták előre, míg az egyik laboratórium modul 2020-ban, a másik 2022-ben került volna Föld körüli pályára. 2018-ra azonban mindez visszarendeződött, kb. az eredeti menetrend idejére, 2020-2023 közötti időszakra. Végül az első felbocsátás 2021-ben történt meg, amelyet még 10 másik start követ.

### Űrbeli összeállítás
Az összeállításhoz összesen 11 repülést tervez a kínai űrügynökség. Ebből 3 repülés lesz a három modul felbocsátása és egymáshoz dokkolása, 4 repülésen a személyzetek cseréje megy végbe a Sencsou űrhajó segítségével és 4 esetben látogat Tien-csu teherűrhajó az űreszközhöz.
Az összeszerelés alapját a szerkezet leírásakor már említett dokkolószerkezet adja. A kínai fél az orosz APASZ dokkolószerkezet alapján ahhoz hasonló, egyes források szerint azzal kompatibilis dokkolószerkezetet hozott létre. Történelmi érdekesség, hogy a kínai űrtevékenység hűen követte a szovjet-kínai kapcsolatok alakulását, amikor a két hatalom politikai egyetértésben volt, a szovjet technika másolásával a kínai űrtevékenység is meglódult, amikor szakításra került a két kommunista párt között, akkor a fejlesztések is leálltak, majd amikor – immár inkább gazdasági alapon – Kína és Oroszország (mint a Szovjetunió legfőbb örököse) ismét szorosabbra fűzte viszonyát, a kínai fél technológiai transzferként megkapott egy sor szovjet-orosz technikát, mint pl a Szojuz űrhajó, az Orlan–M űrruha, vagy az említett dokkolószerkezet. Ezek alapján a 2000-es évekre érte el Kína azt a színvonalat, hogy előállíthatta a maga - jobbára másolt - technológiáját, amelyre alapozhatta az űrállomás építési projektjét.
A kínai dokkolási technika megegyezik a szovjetek Mir űrállomásán, vagy az ISS orosz szekciójában alkalmazott automatikus módszerrel, azaz az ezzel a technikával felküldött modulok összekapcsolásához nem szükséges emberi beavatkozás.
A 2000-es évek végén mindez azzal egészült ki, hogy két kínai űrhajós, Vu Jie és Li Csinglong a Csillagváros-beli Jurij Gagarin űrhajós kiképzési központba mehetett egy teljes kiképzésre, amelynek része volt a dokkolások kivitelezése, hogy a későbbi kínai űrhajós generációkat már ezen két magasan képzett oktató képezhesse ki a feladatokra.

#### Repülések emberrel a fedélzeten
Az űrállomás személyzet cseréit a Sencsou űrhajókkal oldják meg. Az első személyzetet a Sencsou–12 szállította 2021. június 17-én az egyelőre csak a Tianhe modulból álló űreszközhöz és a taikonauták (azaz a kínai űrhajósok) 90 napot töltöttek állandó személyzetként odafenn. A második űrhajó, a Sencsou–13 volt, amely állandó személyzetet szállított az űrállomásra 2021. október 15-én. A második alaplegénység a tervek szerint már 180 napot tölt odafenn, amely sztenderd időintervallum lesz az alaplegénységek számára. A Sencsou–14 legénysége fogja fogadni a Wentian és a Mentian modulokat, majd a Sencsou–15-tel záródik a hivatalos repülési program, amelynek legénysége teljes idejét az immár három modulosra bővült űreszközön töltheti ki.
2020. május 5-én kipróbálták egy tesztrepülésen a következő generációs kínai személyszállító űrhajót, amellyel várhatóan lecserélik majd a Sencsou űrhajót. Erre a technológiai cserére minden bizonnyal az űrállomás tervezett 15 éves élettartaménak lejárta előtt sor kerül, így ez az űrhajó lesz a kínai űrállomás repülések és egy másik fejlesztési irány, a Hold kínai űrhajósok általi meghódításának alapja. Ez az űrhajó már elvileg többször felhasználható és cserélhető hőpajzsa elvileg a holdi visszatérések magasabb hőjének is képes ellenállni. A legfontosabb ismérve – kínai illetékesek bejelentése szerint –, hogy az űrhajó nagyobb a jelenlegi Sencsounál, amely lehetővé teszi 6-7 űrhajós szállítását az űrállomáshoz. Emellett az űrhajó kapott egy teher szekciót is, azaz képes az űrállomásról nagyobb rakomány hazahozatalára is (mivel például a Tiencsou teherűrhajó az orosz Progresszekhez hasonlóan nem képes visszafelé járatban a Földre juttatni hasznos terhet).

#### Utánpótlás missziók
Az űrállomás ellátását a kínaiak a Tiencsou teherűrhajókkal kívánják elvégezni. Az űrhajó a korábban a világűrben járt Tienkung–1 kísérleti űrállomáson alapul, annak egy funkcionálisan átalakított változata. Az új űrhajó starttömege kb. 13 500 kg lehet, amelyből 6500 kg-ot tehet ki a rakomány. Az űrrandevút és az összekapcsolódást az űrállomással (vagy bármely más űreszközzel) teljesen automatikusan képes végrehajtani, a földi irányításnak, vagy az űrállomáson helyet foglaló űrhajósoknak megfigyelő funkciójuk van ezen műveletek közben.

#### Összegzés
Jelmagyarázat
  személyzet nélküli űrhajó
  űrhajósokat szállító űrhajó
  űrállomás modulok
| Indítás dátuma (UTC)           | Dokkolás dátuma (UTC)       | Szétválás dátuma (UTC)      | Eredmény | Űrhajó rakomány | Hordozórakéta       | Indítási hely  | Űrügynökség | Dokkolás helye | Időtartam               |
| ------------------------------ | --------------------------- | --------------------------- | -------- | --------------- | ------------------- | -------------- | ----------- | -------------- | ----------------------- |
| 2021. április 29., 03:23:15    | —                           | —                           | sikeres  | Tianhe          | Hosszú Menetelés 5B | Wenchang LC-1  | CASC        | N/A            |                         |
| 2021. május 29., 12:55:29      | 2021. május 29., 21:01      | Később döntik el            | sikeres  | Tiencsou–2      | Hosszú Menetelés 7  | Wencsang LC-2  | CASC        | Tianhe elülső  |                         |
| 2021. június 17., 01:22:27     | 2021. június 17., 07:54     | 2021. Szeptember 16., 00:56 | sikeres  | Sencsou–12      | Hosszú Menetelés 2F | Jiucsuan SLS-1 | CASC        | Tianhe elülső  | 90 nap 14 óra és 8 perc |
| 2021. szeptember 20., 07:10:11 | 2021. szeptember 20., 14:08 | Később döntik el            | sikeres  | Tiencsou–3      | Hosszú Menetelés 7  | Wencsang LC-2  | CASC        | Tianhe hátsó   |                         |
| 2021. október 15., 16:23:56    | 2021. október 15., 22:56    | Később döntik el            | sikeres  | Sencsou–13      | Hosszú Menetelés 2F | Jiucsuan SLS-1 | CASC        | Tianhe nadir   |                         |
| 2022 március-április           | Később döntik el            | Később döntik el            | tervezet | Tiencsou–4      | Hosszú Menetelés 7  | Wencsang LC-2  | CASC        | Tianhe hátsó   |                         |
| 2022 május                     | Később döntik el            | Később döntik el            | tervezet | Sencsou–14      | Hosszú Menetelés 2F | Jiucsuan SLS-1 | CASC        | Tianhe elülső  |                         |
| 2022 május-június              | Később döntik el            | —                           | tervezet | Wentian         | Hosszú Menetelés 5B | Wencsang LC-1  | CASC        | Tianhe bal     |                         |
| 2022 augusztus–szeptember      | Később döntik el            | —                           | tervezet | Mengtian        | Hosszú menetelés 5B | Wencsang LC-1  | CASC        | Tianhe jobb    |                         |
| 2022 octóber                   | Később döntik el            | Később döntik el            | tervezet | Tiencsou–5      | Hosszú menetelés 7  | Wencsang LC-2  | CASC        | Tianhe hátsó   |                         |
| 2022 november                  | Később döntik el            | Később döntik el            | tervezet | Sencsou–15      | Hosszú Menetelés 2F | Jiucsuan SLS-1 | CASC        | Tianhe nadir   |                         |

### Az űrállomásprogram vége
A jelen[mikor?] tervek egy rövid, kétéves időszakon belüli repüléseket vetítenek elő és csak vázlatos tervek léteznek új típusú személyszállító űrhajó(k) érkezéséről, vagy más műveletekről. Mindezzel együtt az űrállomás élettartamát 10 évre szabta meg a kínai űrügynökség úgy, hogy az szükség esetén 15 évre meghosszabbítható. A szolgálati idő végén az orosz Mir űrállomáshoz, vagy saját hasonló Tienkung–1 és Tienkung–2 űreszközükhöz hasonló sorsot szánnak neki: a kínai személyszállító űrhajókhoz hasonlóan ennek is vannak kisebb fékező hajtóművei, amelynek segítségével irányítottan képes a földi irányítás az atmoszférába süllyeszteni a szerkezetet. Ám eltérően a többi személyszállító űreszköztől, ennek a szerkezetnek nincs hőpajzsa, így a művelet az űreszköz kényszerű megsemmisüléséhez, elégéséhez vezet, legfeljebb kisebb darabjai érhetik el a földfelszínt (épp ezért az irányított visszatérés lakatlan területek felett kell végbe menjen).

## Életkörülmények az űrállomáson
A Tianhe központi modul három ember számára nyújt megfelelő elhelyezést és életkörülményeket, azaz három elkülönült hálókörletet, vécét, zuhanyzót és edzési lehetőséget. A legénységi kabin a leírások szerint tágasabb, mint az ISS hasonló részei, a hálókörletek nagy dupla ágymatraccal vannak ellátva, kis ablakaik vannak, valamint fejhallgatót, levegőztető berendezést kaptak. Mindezek mellett az izomzat leépülését elektromos izomstimulátorok segítik elkerülni a legénység számára. A zajszint a munkakörletekben 58 decibel alatti, míg a hálókörletekben igyekeznek ezt a szintet 49 decibel alatt tartani.
A legénység ellátására 120 különböző ételféleségből álló ellátmányt tervezett a kínai űrhivatal, amelyet űrhajósok bevonásával válogattak össze. A fő ételféleségek olyanokból állnak össze, mint vagdalt malachús fokhagyma mártásban, kung bao csirke, borsos marhahús, savanyított káposzta és olyan italok, mint különböző teák és dzsúzok (amelyeket aztán a Tiencsou teherűrhajók szállítanak utánpótlásként az állomásra). Mindezek mellett friss gyümölcsöket és zöldségeket is tartanak az űrhajón hűtőszekrényekben. Az ételek kifejlesztéséért felelős tájékoztatása szerint minden ételt szilárd állapotban, csontmentesen és kisebb darabokban készítettek elő fogyasztásra. A súlytalanságban megváltozott ízérzékelés miatt különböző erőteljes ízesítésű szószok is rendelkezésre állnak, hogy az űrhajósok élvezhessék az ételeket. Az ételek előkészítésére az űrállomás rendelkezik egy kisebb konyhával, ahol mikrohullámú sütővel melegítheti a személyzet az ételt (amely külön követelmény volt a hosszú távú repülésekre, hogy „mindig legyen forró étel, amikor szükség van rá”).
A kényelmet fokozza, hogy az űrállomáson mindenütt rendelkezésre áll a wifi hálózat.

## Nemzetközi kooperáció
Az űrkutatásban teljesen elfogadottá vált a nemzetközi kooperáció az elmúlt évtizedekben, a kínai űreszköz ilyen együttműködésben való felhasználását azonban alapjaiban határozza meg az Egyesült Államok törvényhozásának azon rendelkezése (Wolf Amendment), amely kötelezi a NASA-t arra, hogy Kínával semmiféle bilaterális együttműködést ne folytasson. Ez az amerikai szabályozás 2011-ben látott napvilágot. Más országok – mint Oroszország, az Európai Unió, vagy maga Kína – erősen bírálták az amerikai döntést, így különutas megállapodások születtek a témakörben.
Az első ilyen különmegállapodást a kínai űrügynökség és az olasz űrügynökség (ASI – Agenzia Spaziale Italiana) kötötte rögtön 2011-ben, amelyek látogató űrhajósokról, illetve tudományos együttműködésről szólt. A megállapodás aláírására 2011 novemberében került sor, amelyek az űrbeli szállítások, telekommunikáció, vagy földmegfigyelések témájában való kooperációról szólt. Ennek keretében egy olasz, nagy energiájú részecskékről szóló kísérletnek a kínai űrállomásra való telepítéséről is tervek születtek.  Később Franciaország, Svédország, vagy Oroszország is megjelent a lehetséges partnerek között.
2017. február 22-én egy újabb kínai-olasz egyezmény látott napvilágot, emberrel végrehajtott, hosszútávú repülések témakörében. Az egyezmény azon a tényen alapul, hogy Olaszország vezető szerepet vállalt az ISS európai kooperációjában készülő részében (Node 2, Node 3, Columbus, Cupola, Leonardo, Raffaello, Donatello, PMM modulok), amely kiemelt tapasztalatait a kínaiaknak is felajánlotta. Ennek keretében az ESA 2017-ben megnyitotta a kínaiakkal közös programját, amelynek végcélja, hogy európai űrhajós járjon a Tienkung űrállomáson.
2019-ben Kína és az ENSZ űrügyi szervezete (UNOOSA - United Nations Office for Outer Space Affairs) nemzetközi pályázatban keresett kísérleteket a kínai űrállomásra. Ennek keretében 42 beérkezett pályázatból 9-et válogattak ki. Ezek némelyike a Tienkung–2-n már elvégzett kísérletek folytatása (mint pl. a POLAR–2, amely svájci, német és lengyel közös program volt a gammasugár kitörések tanulmányozására). Végül a nyertes pályaművek alapján Belgium, Franciaország, Németország, India, Olaszország, Japán, Kenya, Hollandia, Mexikó,  Peru, Oroszország, Szaúd-Arábia és Spanyolország küldhet kísérleteket a Tienkungra 

## Fordítás
- Ez a szócikk részben vagy egészben  a   Tiangong space station című angol Wikipédia-szócikk ezen változatának fordításán alapul.  Az eredeti cikk szerkesztőit annak laptörténete sorolja fel. Ez a jelzés csupán a megfogalmazás eredetét és a szerzői jogokat jelzi, nem szolgál a cikkben szereplő információk forrásmegjelöléseként.
- Ez a szócikk részben vagy egészben  a(z)   天宫空间站 című kínai Wikipédia-szócikk ezen változatának fordításán alapul.  Az eredeti cikk szerkesztőit annak laptörténete sorolja fel. Ez a jelzés csupán a megfogalmazás eredetét és a szerzői jogokat jelzi, nem szolgál a cikkben szereplő információk forrásmegjelöléseként.